# 21814 Shanawolff
A 21814 Shanawolff (ideiglenes jelöléssel 1999 TQ27) a Naprendszer kisbolygóövében található aszteroida. A LINEAR projekt keretében fedezték fel 1999. október 3-án.